# Bangladesh i olympiska sommarspelen 1984
Bangladesh deltog i de olympiska sommarspelen 1984 men ingen av landets deltagare erövrade någon medalj.

## Friidrott
| Idrottare          | Gren                | Heat  | Heat      | Semifinal        | Semifinal        | Final            | Final            |
| Idrottare          | Gren                | Tid   | Placering | Tid              | Placering        | Tid              | Placering        |
| ------------------ | ------------------- | ----- | --------- | ---------------- | ---------------- | ---------------- | ---------------- |
| Saidur Rahman Dawn | Herrarnas 100 meter | 11,25 | 82        | Gick inte vidare | Gick inte vidare | Gick inte vidare | Gick inte vidare |